# One Shot The Very Best of Kool & The Gang
Le migliori canzoni del gruppo Kool & The Gang riunite in questo album della collana One Shot dalla Universal Music.

## ONE SHOT The Very Best of Kool & The Gang
| Traccia | Titolo                                         | Durata |
| ------- | ---------------------------------------------- | ------ |
| 1       | Fresh                                          | 3.38   |
| 2       | Celebration                                    | 3.42   |
| 3       | Get Down on It                                 | 4.50   |
| 4       | Ladies Night                                   | 3.26   |
| 5       | Cherish                                        | 3.57   |
| 6       | Too Hot                                        | 3.45   |
| 7       | Straight Ahead                                 | 3.31   |
| 8       | Joanna                                         | 3.59   |
| 9       | Take My Heart (You Can Have It If You Want It) | 3.48   |
| 10      | Tonight                                        | 3.55   |
| 11      | Let's Go Dancin' (Ooh La La La)                | 3.33   |
| 12      | Steppin' Out                                   | 3.37   |
| 13      | Misled                                         | 4.08   |
| 14      | Victory                                        | 3.55   |
| 15      | Jungle Boogie                                  | 3.07   |
| 16      | Big Fun                                        | 3.53   |
| 17      | Open Sesame                                    | 4.01   |
| 18      | Hi De Hi, Hi De Ho                             | 3.34   |
| 19      | Get Down On It (Eiffel 65 Remix) (Radio Edit)  | 3.31   |